# Pogona vitticeps
Agame barbu
Espèce
Synonymes
- Amphibolurus vitticeps Ahl, 1926

Pogona vitticeps, appelé agame barbu, est une espèce de sauriens de la famille des Agamidae, qui vit en Australie où elle est endémique. C'est une espèce populaire en terrariophilie.

## Description
Il s'agit d'un lézard à l'allure massive, aplati dorso-ventralement, possédant de fortes griffes et des paupières mobiles. Le type sauvage est brun-grisâtre, avec des marbrures plus claires, nettement transversales sur les pattes et la queue. Mais les animaleries proposent désormais de nombreuses variétés mutantes présentant des couleurs variées. Les spécimens adultes mesurent 50 cm de long au maximum, la queue prenant plus de la moitié de la longueur totale du corps. Les femelles sont généralement plus petites que les mâles. Ces derniers possèdent des pores fémoraux à l'intérieur des cuisses, ainsi que des renflements hémipéniens à la base de la queue, visibles chez les adultes et subadultes.
Pogona vitticeps est capable de moduler légèrement la couleur de ses écailles afin d'aider à la régulation de sa température.
Les écailles spécialisées des deux côtés de sa gorge, son cou et sa tête forment de petites épines qui courent le long des côtés du corps et de la queue. Ces épines peuvent être érigées en signe de menace lorsque l'animal gonfle la gorge, ce qui est une posture caractéristique de cet agame (voir « Comportement »).
Comme beaucoup d'Agamidae, Pogona vitticeps possède des pattes puissantes qui lui permettent de décoller complètement son corps du sol lorsqu'il se déplace. Cela lui permet de limiter la chaleur reçue du sol et de réduire sa température par le flux d'air passant alors sous son ventre.
Cet animal peut vivre de 4 à 10 ans en captivité.

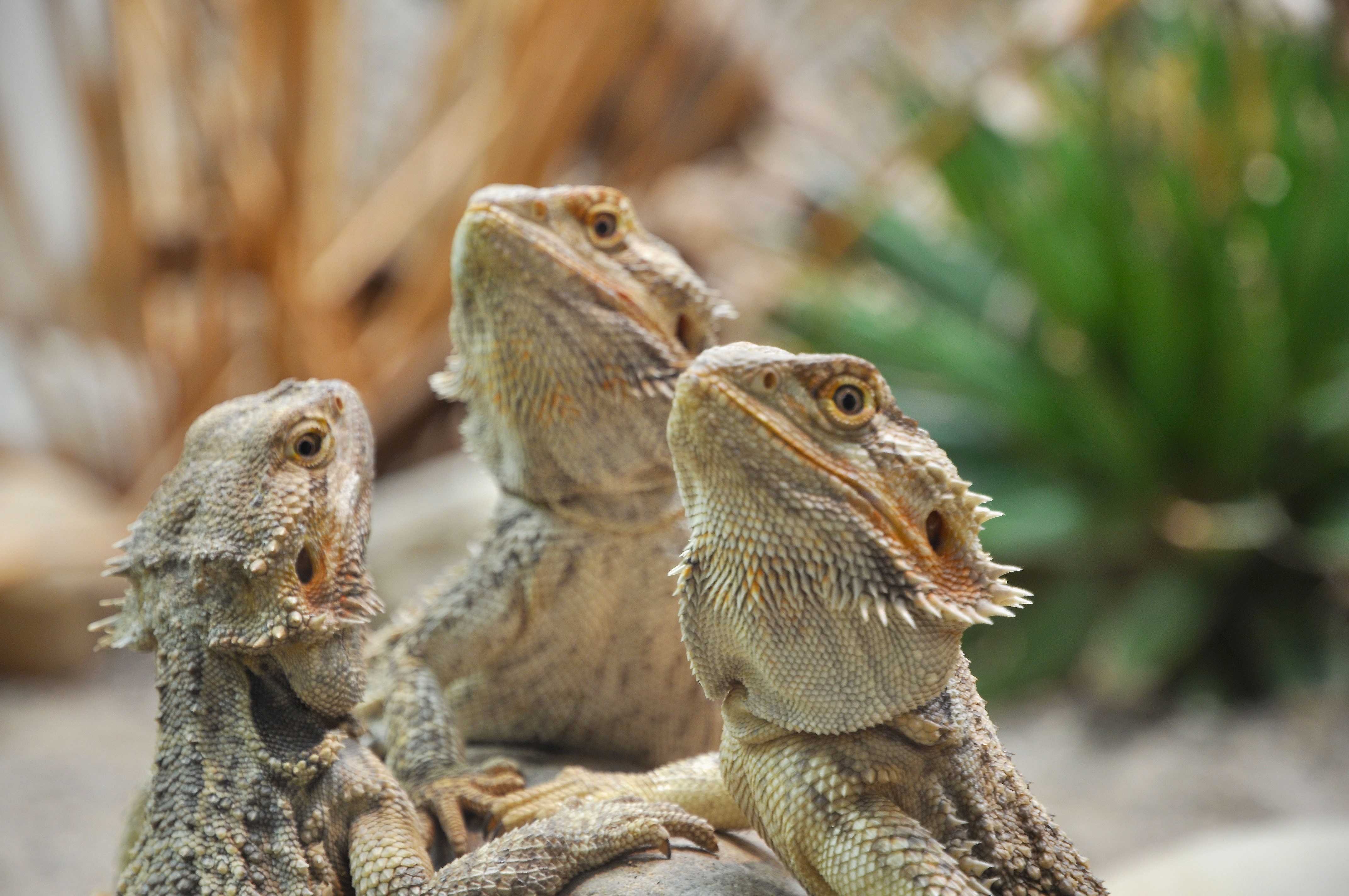
Conciliabule d'Agames barbus
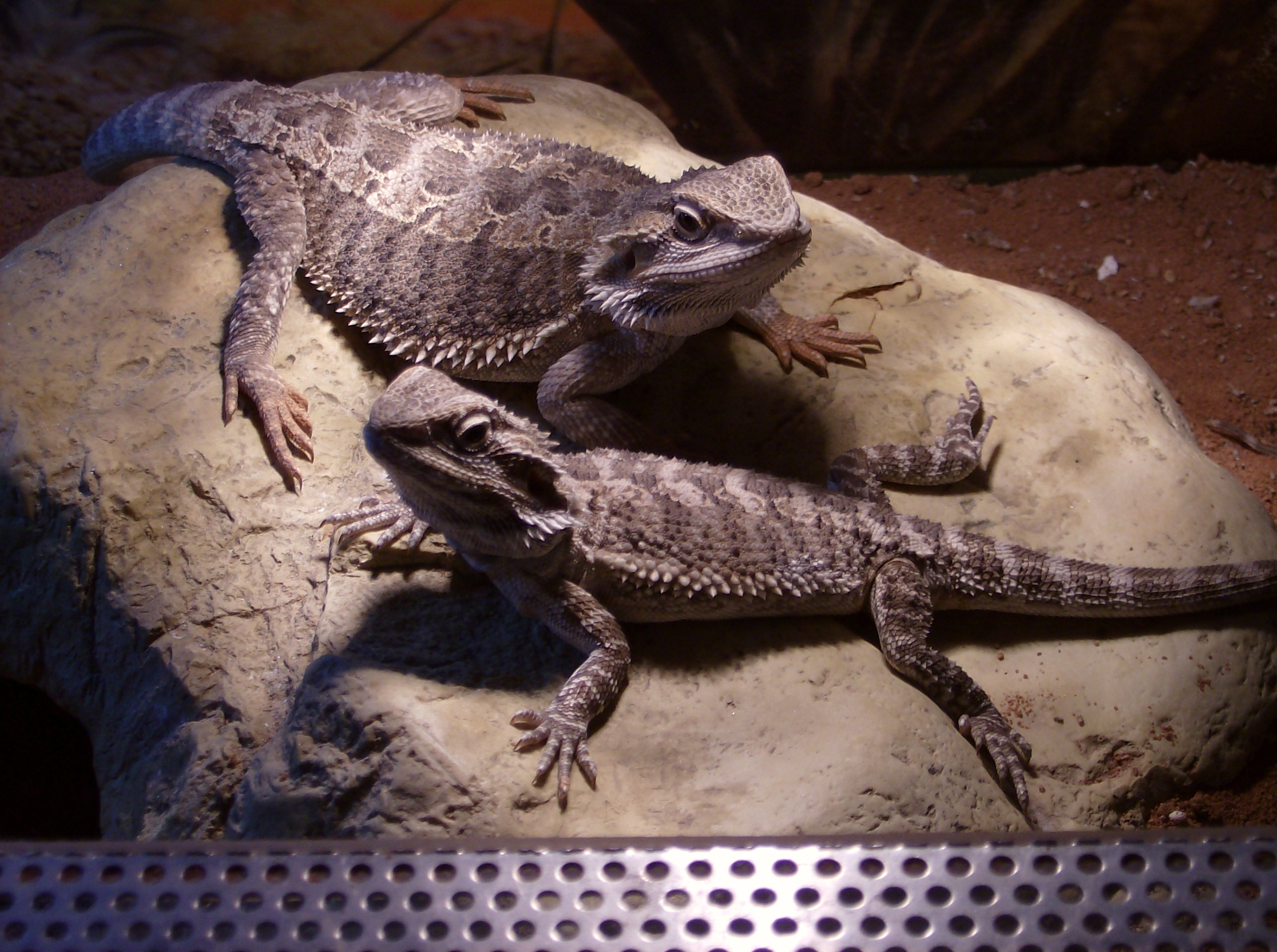
Mâle (en haut) et femelle (en bas)
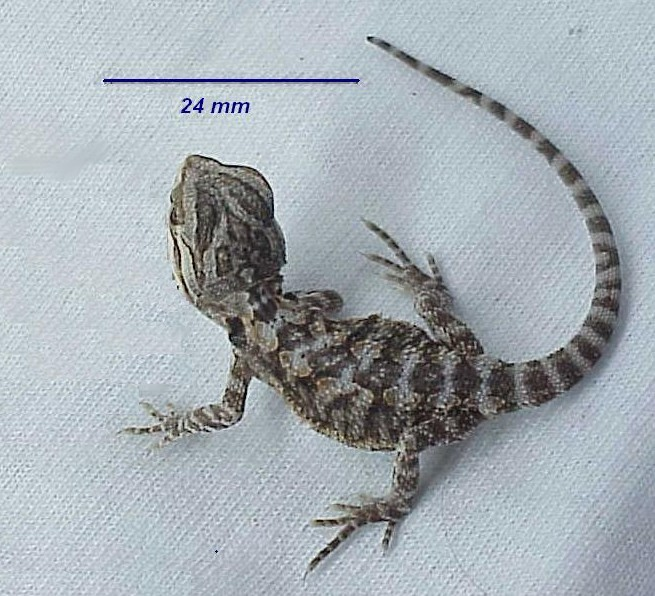
Petit agame barbu à la naissance
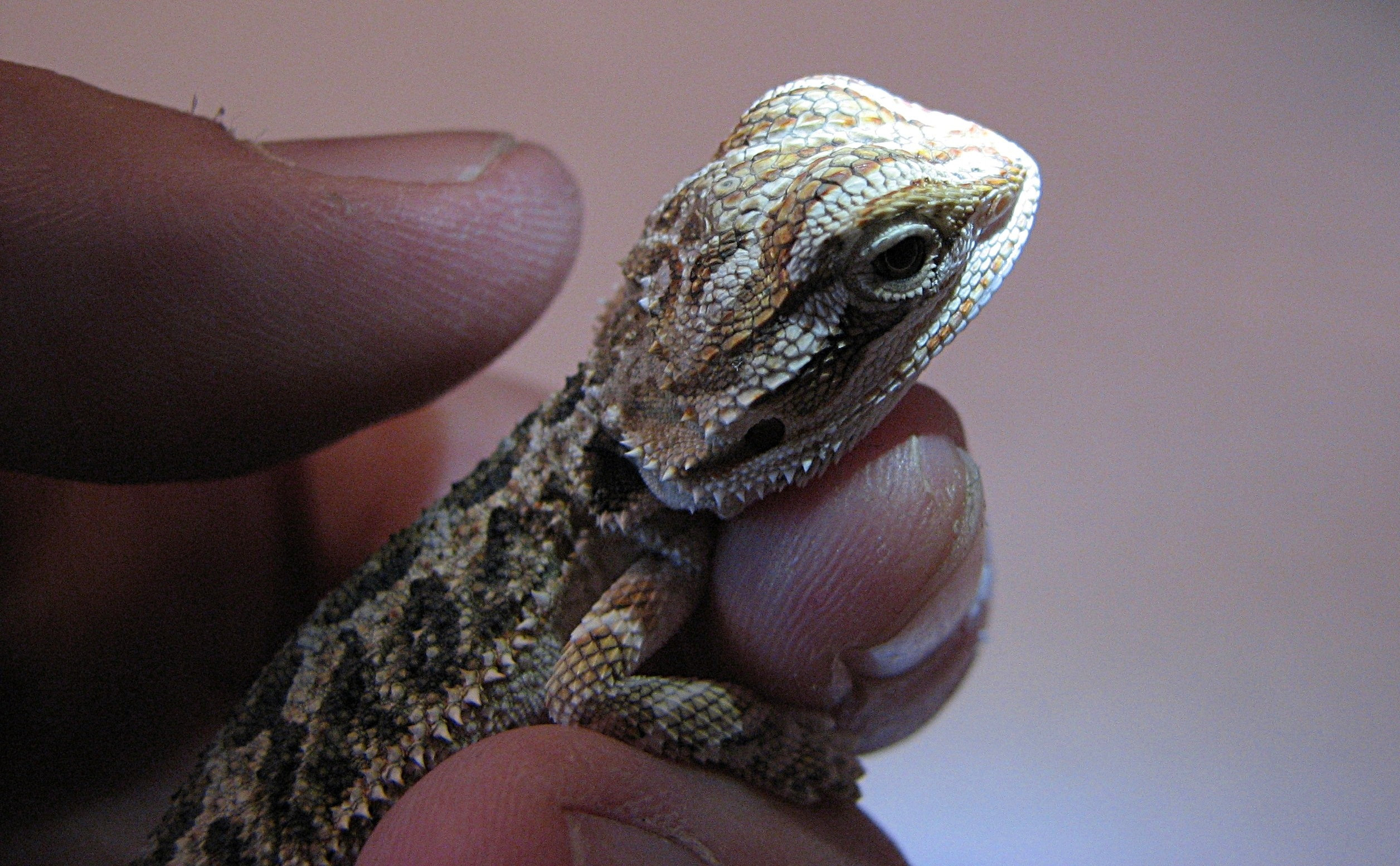
Jeune de trois semaines
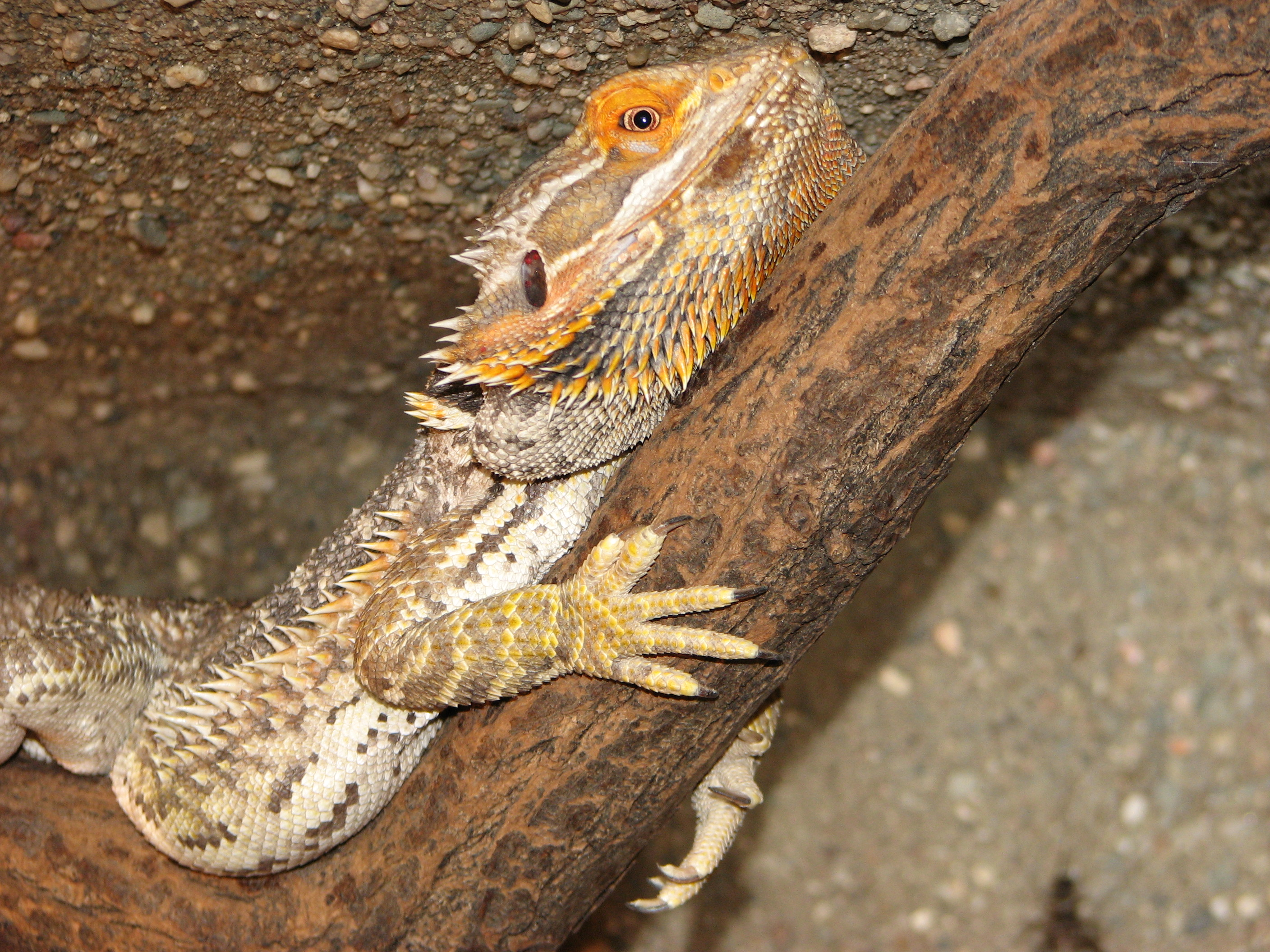
Individu mutant présentant une coloration orange ('red')
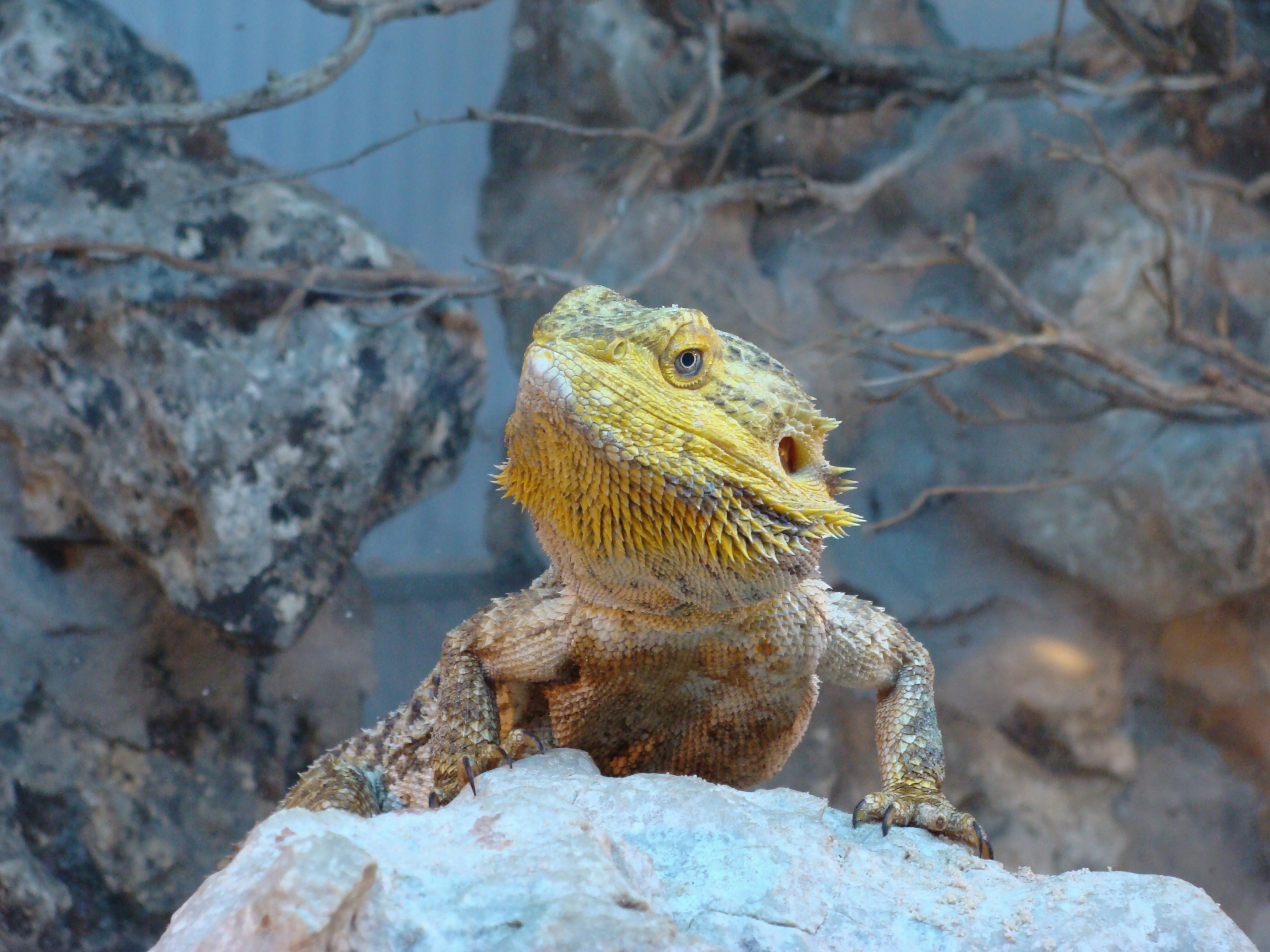
Individu mutant présentant une coloration jaune ('yellow')

## Écologie et comportement

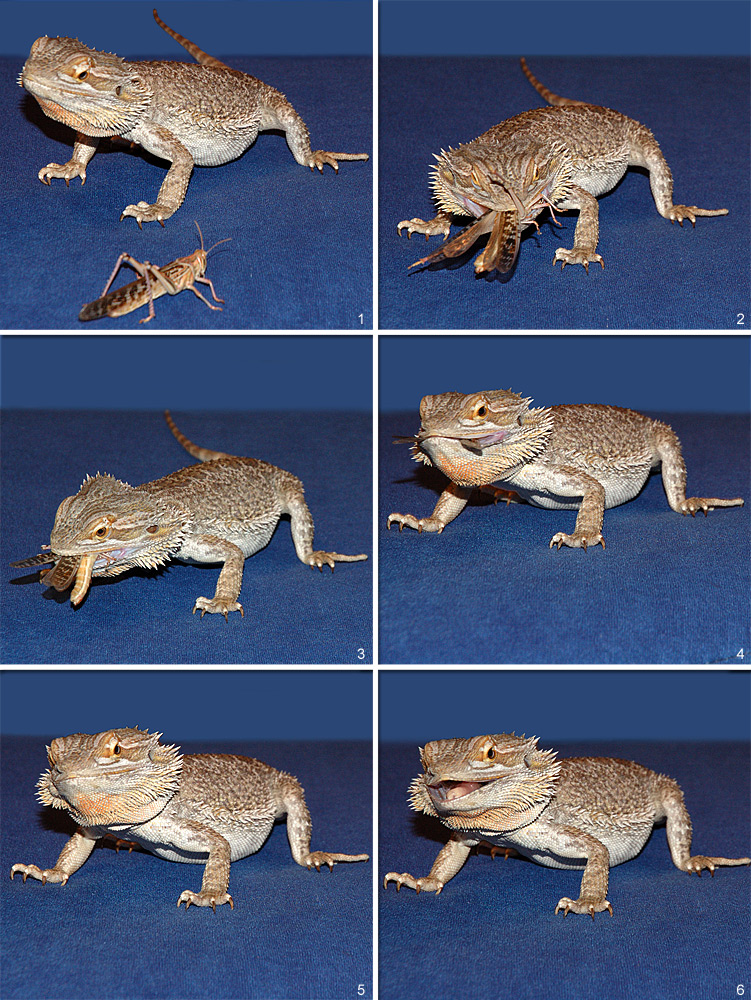
Agame barbu d'élevage capturant et mangeant un criquet

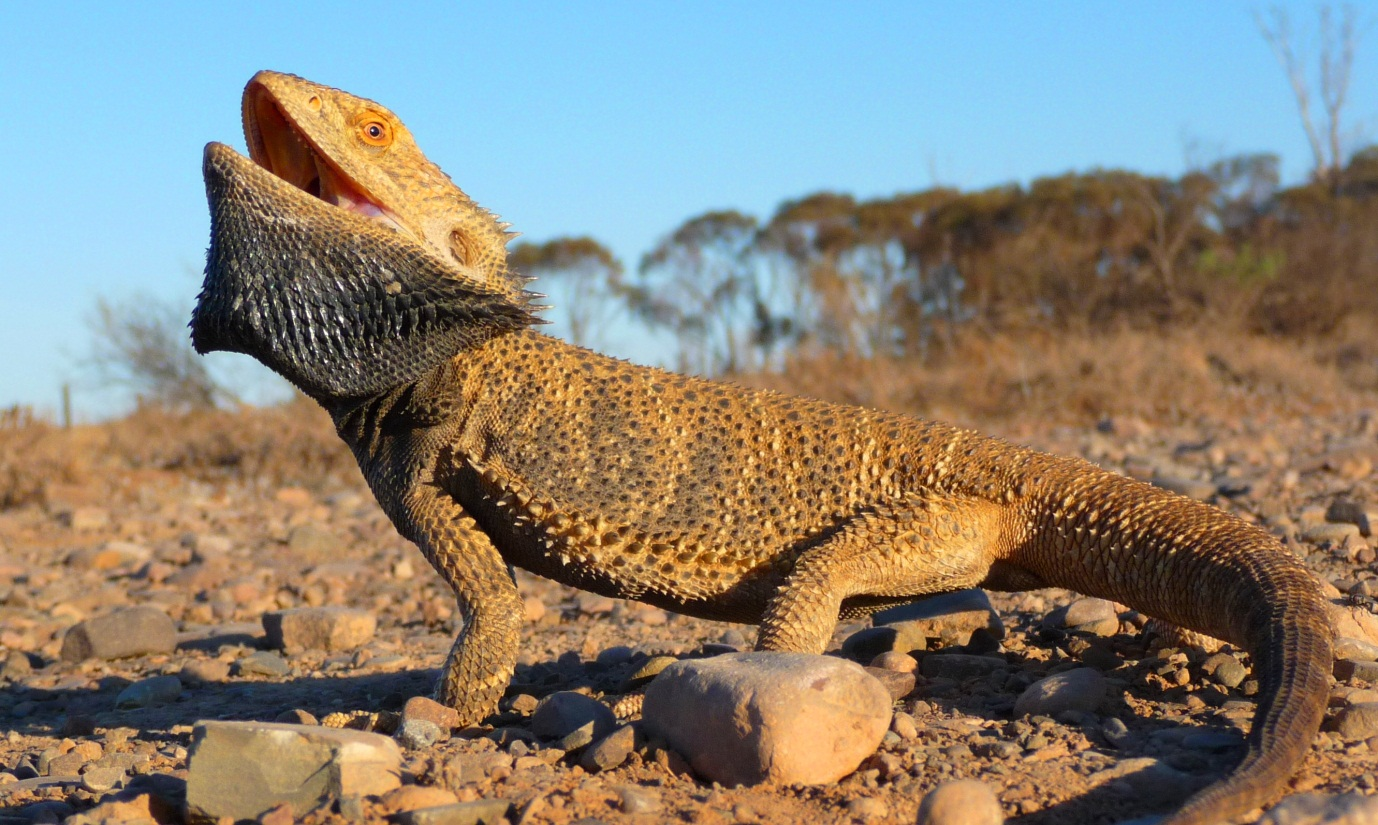
Agame barbu sauvage érigeant sa collerette épineuse pour impressionner le photographe

### Locomotion
C'est un bon grimpeur qui passe autant de temps perché sur des branches ou des buissons que sur le sol. Il s'expose au soleil durant la matinée et le début de soirée et se réfugie à l'ombre durant les heures les plus chaudes.

### Alimentation
Pogona vitticeps consomme à la fois végétaux et petits animaux. Son régime alimentaire comprend de petits invertébrés (insectes, arachnides, vers…), mais aussi de petits vertébrés (petits rongeurs, lézards) ainsi que des fleurs, des fruits et des feuilles vertes. Les proies mobiles sont chassées à l'affût.
Juvénile, il se nourrit principalement d'insectes. Son alimentation en est alors composée à 80 % pour 20 % de végétaux. Cette alimentation s'inverse lorsqu'il atteint l'âge adulte, passant à 20% d'insectes pour 80% de végétaux.

### Communication et comportement social
Les agames barbus ne vocalisent pas, excepté lorsqu'ils soufflent, se sentant menacés. Ils communiquent plutôt via leurs couleurs, leurs postures et leurs gestes (mouvement des bras ou de la tête). Ainsi, lorsqu'il se sent menacé, l'individu se dresse sur ses pattes, gonfle son ventre et ouvre ses mâchoires pour paraître plus imposant (quand le pogona est à l'aise il est totalement aplati).
Ce ne sont pas des animaux grégaires (sociaux), mais ils se rassemblent parfois en groupes, par exemple là où la nourriture est abondante ou à un endroit propice à l'exposition au soleil. Lorsque cela arrive, une hiérarchie distincte émerge : les animaux aux rangs les plus élevés prendront la meilleure place (généralement la plus ensoleillée ou la plus haute) et les autres s'arrangent avec ce qu'il reste. Si un individu défie l'un des agames barbus dominants, ce dernier tente de démontrer sa supériorité en secouant sa tête et en gonflant sa gorge. Son rival peut alors signaler sa soumission en agitant l'une de ses pattes avant de manière circulaire. Dans le cas contraire, il secoue aussi sa tête et gonfle sa gorge, et un combat peut s'ensuivre.
On peut citer quelques mouvements notables de la tête. Une inclinaison lente est souvent utilisée par les femelles adultes pour signaler leur soumission à un mâle. Des mouvements rapides proclament la dominance d'un mâle (ils sont souvent accompagnés d'un gonflement de la gorge), tandis que des secousses violentes, mettant souvent tout le corps en mouvement, sont utilisées par les mâles juste avant l'accouplement.
Les mâles agitent leurs pattes pour se soumettre à un mâle dominant tandis que les femelles indiquent par ce geste qu'elles sont prêtes pour l'accouplement. Ce signe est alors suivi par un léger mouvement de tête.

### Reproduction
La maturité sexuelle est atteinte aux environs de 18 mois[réf. nécessaire]. Les mâles deviennent très agressifs entre eux et veulent asseoir leur domination auprès des autres.
L'accouplement survient communément au début du printemps. Lorsque la femelle montre qu'elle est prête, le mâle utilise sa gueule pour la saisir dans le cou et l'empêche de bouger en l'entourant de ses pattes avant. L'accouplement et l'insémination se font assez rapidement.
Les femelles restent en gestation pendant 21 jours et pondent une couvée de 10 à 30 œufs ovales et mous dans un nid peu profond creusé dans le sable. Après la ponte, les œufs sont enterrés et laissés sans surveillance. Ils écloront approximativement 60 à 80 jours plus tard, selon la température d'incubation. Les femelles peuvent produire plusieurs pontes au cours d’une année, jusqu'à cinq pontes par an.
Les femelles sont capables de conserver le sperme de leur partenaire, et donc même après avoir été séparées d'un mâle, elles sont capables de produire des œufs fertiles pendant un certain temps[réf. nécessaire].

## Répartition

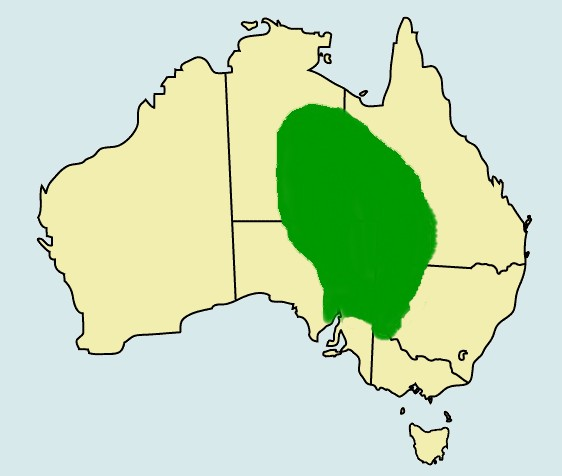
Aire de répartition de Pogona vitticeps.

Cette espèce est endémique d'Australie, et est notamment présente dans le centre de ce pays. Elle se rencontre dans le Queensland, la Nouvelle-Galles du Sud, le Territoire du Nord, l'Australie-Méridionale et le Victoria. Elle vit dans des savanes arides ou semi-arides ou dans des déserts rocheux du centre de l'Australie.

## Taxinomie
Pogona vitticeps a été décrit par Ernst Ahl en 1926, et fut d'abord placé dans le genre Amphibolurus,.

## En captivité

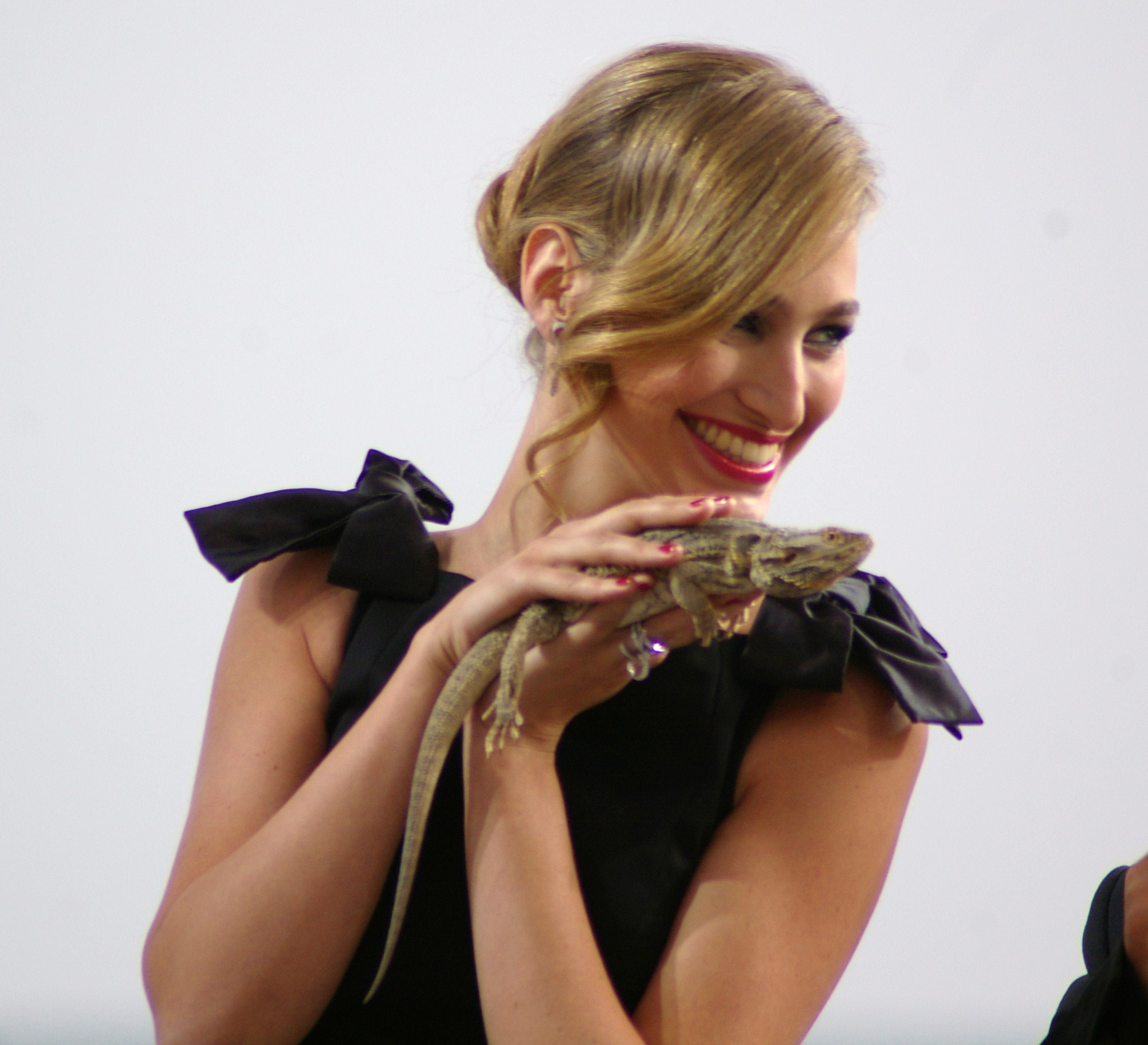
L'agame barbu peut être un animal de compagnie

Pogona vitticeps est élevé en tant qu'animal de compagnie. On suppose que la majeure partie des agames barbus présents en captivité provient à l'origine d'un stock exporté illégalement de l'Australie durant les années 1970.

## Publication originale
- Ahl, 1926 : Neue Eidechsen und Amphibien. Zoologischer Anzeiger, vol. 67, p. 186-192.